# 기타카와베정
기타카와베정(일본어: 北川辺町)은 사이타마현 북동단에 위치한 기타사이타마군의 정이다. 
사이타마현 내에서 유일하게 정 전역이 도네강의 좌안(북측)에 있어 이바라키현, 군마현, 도치기현의 3현과 접한다. 가조시와 오토네정, 기사이정과 합병하여 2010년 3월 23일에 새롭게 "가조 시"가 되는 것이 결정되어 있다.

## 역사
- 1955년 - 도시마촌, 가와나베촌이 합병해 기타카와베촌이 되었다.
- 1971년 - 기타카와베정으로 승격되었다.
- 2010년 3월 23일 - 가조시, 기타사이타마군 기사이정, 오토네정, 기타카와베정이 합병해 가조시가 되어 소멸했다.

## 교통

### 철도
- 도부 철도 닛코선

### 도로
- 국도 354호선